# Heterorhea dabbenei
Heterorhea dabbenei — викопний вид птахів родини Нандуві (Rheidae). Птах існував в пліоцені. Викопні рештки птаха знайдені в Аргентині.